# Aathbis Danda
Aathbis Danda – gaun wikas samiti w zachodniej części Nepalu w strefie Rapti w dystrykcie Rukum. Według nepalskiego spisu powszechnego z 2001 roku liczył on 1049 gospodarstw domowych i 5858 mieszkańców (2842 kobiet i 3016 mężczyzn).